# 裏日本
裏日本（うらにほん）は、日本の国土において、本州の日本海に面する地域を指す呼称である。現在は一般に（本州の）日本海側（にほんかいがわ）という。最大の都市は新潟市。

## 裏日本という言葉
日本語で「裏」という言葉は、衣服の裏地を指す言葉から派生した表現で、もともとは何ら否定的な意味合いを持つものではなかった。本来は単に「表」と対比する意味であるが、歴史的背景が絡みながら今日では侮蔑的なイメージを少なからず持つ。
かつては、天気予報などで地域を指す言葉として普通に使われていたが、NHKでは新潟県から苦情が寄せられたため、1960年代末頃から差別的・侮蔑的であるとして「裏日本」という用語を使わなくなり、民放や地方紙などでも1970年代後半ごろから徐々に使わなくなっていった。現在のテレビ・ラジオや大手新聞等で使用されることは基本的にない。
平成以降では、新潟県長岡市の合併協議で1926年（大正15年）制定の「長岡市歌」が3番の歌詞に「裏日本」を含んでいたために合併に加わる他の市町村から反発を受けて合併後に2代目の市歌を制定したり、2009年（平成21年）には富山県滑川市で1954年（昭和29年）制定の「滑川市の歌」で2番に含まれた「裏日本に」を「広く日本に」と置き換える等の事例も存在する。
裏日本の対義語に「表日本」という語がある。
そのような背景から、現在は「裏日本」「表日本」という呼称は「日本海側」「太平洋側」に改められた。また中国や韓国、ロシアとの経済交流を促進する意味合いで、「環日本海」といった呼称も使用されるようになった。
なお中国地方では山陰地方と山陽地方に分けられるが、これは陰陽思想で北を陰、南を陽とするのに基づいて名付けられた山陰道と山陽道に由来する。
この言葉には前述のように差別的・侮蔑的な印象を与える可能性があるが、本稿では記述のため、原義通り、差別的意図を含めていない。
ただし、地元住民からは裏と言われることに差別意識はある。

## 地理的・気候的特徴
関口武による日本の気候区分では、裏日本は日本の6種類の気候区のうち、日本海型に分類される。米山以東（中越地方以北）はそのうち1b型（東北・北海道型）、米山以西（上越地方以西）は1c型（北陸・北近畿・山陰型）に分類される。
日本海側気候は、冬の気候が特徴的である。暖流である対馬海流の影響を受け平均気温は同緯度の表日本よりも高くなる傾向にある。北西から吹き込む冬期モンスーンが対馬海流に由来する熱と水蒸気の供給を受け、恒常的な雲を発生させる。このため、裏日本全域に渡り、1月の1mm以上の降水が観測される降水日数が多くなる。同時期の太平洋側の降水日数が少なく、乾燥した天候が続くこととは対照的である。雪の影響から、鉄道や自動車にとって不利であり、これが裏日本の発展を遅らせた原因の一つでもある。

## 時代背景
「裏日本」という語は、地理学者の矢津昌永が1895年（明治28年）に発表した「中学日本地誌」に最初に登場した。それまでこの地域は裏日本と呼ばれず「内日本」と、表日本は「外日本」と呼ばれていた。裏日本という語が使われ始めた当初は、首都である東京を玄関口であるという意味で「表」とした場合、自然と日本海側が「裏」となる事から単に地理用語として用いられ、侮蔑的な意味合いは持っていなかった。このように明治以降の日本の近代化で先進的な表日本に対比して用いられ始めた。
かつて裏日本は北前船、蝦夷地（アイヌモシリ）などとの海上交易の拠点として重要な役割を演じていた。ところが、幕末・明治時代以降、殖産興業や鉄道・港湾などの投資は太平洋側に集中し、日本海側にはあまり行われなかった。これには、近代化が進むにつれ、大型船の入るのに便利な港の必要性が高まったことが関係する。日本海側は海岸線が単調でそのような港をつくりにくい。また、土砂の堆積が起こりやすい河口の港が多く、港湾の拡張や維持に多額の費用がかかった。明治維新では日本海側では唯一、新潟港が開国時の条約港に選ばれたが、上記の理由により盛んに貿易は行われず、内湾が多く、良港を作りやすい太平洋側に比べ大変不利な条件となった。
20世紀に入ると、裏日本という語は、自然と表日本と対比した際の経済的格差を表す語として使われるようになっていた。更に高度経済成長期に太平洋ベルトに位置する工業地帯（京浜工業地帯、中京工業地帯、阪神工業地帯）に向けて人口が移動し、裏日本と呼ばれる地方は一層衰えた。高度経済成長期には、「金の卵」と呼ばれた団塊の世代が労働力として、上越線や米原経由のルートを通じて太平洋側へと大量に移動した。
1970年代になると、裏日本である新潟県中越地方から、田中角栄が有力な政治家として登場し、表日本に偏った政策を変えようと、「日本列島改造論」を発表した。これは、交通網を日本全国一様に敷設することで地域間格差を解消できるという考えであり、当時の国土開発計画に大きな影響を与えた。しかしオイルショックが発生したのちロッキード事件で失脚、以降は「東京基点」の路線が優先的に作られ、却って東京一極集中を押し進める結果になった面もある（ストロー効果）。
1980年代になると、東北新幹線が表日本内陸側の宮城県・岩手県を通って開通した。これにより太平洋ベルトから外れているために表日本との格差が顕著でなかった東北地方でも、「日本海側vs内陸vs太平洋側」の格差が意識されるようになる。盛岡市が北東北の交通の要所となり、東北地方における仙台市への一極集中が起こった。

## 近代以前
近代以前には「表日本・裏日本」という言葉は無く、「裏日本」に該当する地方は、「表日本」に該当する地方と大きな差はなかった。それどころか、かつては「内日本」と呼ばれ、当時「外日本」と呼ばれた「表日本」以上に栄えていた時代があった。
裏日本の海岸沿いには、港に適した潟が多くあり、裏日本同士の海上交易のほか、日本海を挟んで向かい合う中国や朝鮮半島などに栄えた国家との海上交易が盛んであったため、古代日本では、裏日本はむしろ日本の表玄関であった。
出雲国（島根県東部）は、古くから出雲大社を中心にした神道の拠点であったほか、良港を多く持ち大陸などとも交易し、大和政権などに伍する古代日本有数の政治勢力でもあった。
古代の丹後半島には有力な勢力が存在し（→丹後王国論）、日本海沿岸の各地や大陸各地との交易を物語る出土品が多数あるほか、日本でも有数の巨大な前方後円墳が幾つも存在し、ヤマト政権とアジア大陸とを結ぶ富裕な政治勢力だったと見られている。
山陰や北近畿の外にも、北陸一帯には、越（こし）などヤマト王権に伍する大勢力が存在した。継体天皇は、越前国で成長して壮年期まで在住した後、畿内に進出して即位している。なお、明確な根拠は一切なく、想像の域を超えることはないが、それまでの天皇とは血縁関係のない、北陸を背景にした勢力による新王朝と見る説が主張されることもある。
人口や経済力の面でも、裏日本は主要な地であった。江戸時代、北前船は蝦夷地から日本海側各地と瀬戸内海を経由して大坂や全国へとつながる物流の幹線であり、米や紅花、昆布、木材、織物などの各地の産品が北前船によって大量輸送され、全国に流通した。この時期、太平洋は、海の荒さなどから日本海ほど物流路は大きくなっていない。
裏日本には、能代、秋田、酒田、富山、松江など、新田開発や豊富な水量による豊かな稲作や、北前船による交易を背景に、文化や工芸が発達した都市が多く現れた。特に金沢は、「加賀百万石」の城下町と呼ばれ、江戸時代には三都（江戸、大坂、京都）に次ぐ、名古屋と同定度の規模の人口（10万人以上）を誇っていた。また越後は江戸時代に人口が増加し、旧国別人口において武蔵や陸奥に次ぐ人口をかかえ、明治時代に入ると、1873年（明治6年）6月10日 - 1876年（明治9年）8月20日、1881年（明治14年）2月7日 - 1883年（明治16年）中頃、1887年（明治20年）11月4日 - 1893年（明治26年）3月31日の間、新潟県は東京府（現東京都）を超えて日本一の人口を有する県であった（近代以前の日本の人口統計、国勢調査以前の日本の人口統計等参照）。
1900年（明治33年）に初版が出版された鉄道唱歌北陸編で、新潟は「戸数万余の大都会」と歌われ、金沢も「さすが賑わう町のさま」と歌われている。その他の北陸地方の都市でも、長岡は「町は名だたる繁華の地」、富山は「越中繁華の地」、高岡は「商業繁華の高岡」と歌われた。

## 近代以降
1894年（明治27年）に出版された志賀重昂の『日本風景論』では、「裏日本」という言葉はないが、「日本海岸は在来交通の利便甚だ少し」とか「太平洋岸よりも人口少し」などと書いている。

### 都道府県
1871年（明治4年）に明治政府によって廃藩置県が実施された当初は、「3府72県」と呼ばれる体制であった。その中でも、裏日本には現存する秋田県・山形県・新潟県・長野県・富山県・石川県・福井県・鳥取県・島根県に加えて、酒田県（庄内）、柏崎県（上越・中越）、七尾県（能登）、敦賀県（若狭）、豊岡県（三丹）、浜田県（石見）が分立していた。しかし、1873年 - 1876年にかけて県の合併が相次いだ結果、1880年代に分立を果たした地域を除き、県庁を奪われて行政的にも疎外される地域が溢れる結果になった。

## 交通網

### 鉄道
日本の近代化と工業化の動きにより鉄道が日本全国に敷設されたが、裏日本は表日本に比べて大きく遅れた。例えば、山陽本線と山陰本線を例にとって説明すると、表日本である山陽本線の最初の区間が山陽鉄道によって1888年（明治21年）に開通したのに対し、裏日本の山陰本線は京都鉄道が1895年に免許を取得し、1897年に最初の区間が開通した。同様に全区間開通に関しても、山陽本線が下関駅まで1901年に全区間開通したのに対し、山陰本線が下関（幡生駅）まで全区間開通したのは1933年（昭和8年）であった。鉄道の敷設段階で大きく遅れをとっただけではない。山陽本線は1942年（昭和17年）に世界初の海底トンネルである関門鉄道トンネルを開通させ、1944年までには全線の複線化が完了、1964年（昭和39年）には全線の電化が完了したのに対して、山陰本線は2020年現在も非電化単線区間が多く存在する。
同様に東北本線・常磐線・羽越本線の3本を比較した場合、表日本内陸の東北本線は、1891年（明治24年）に全線が開通した後、1968年（昭和43年）に全線の複線化及び電化が完了している。表日本沿岸の常磐線は、1898年に全線が開通した後、1967年に全線電化が完了しているが、複線はいわき駅（電化当時は平駅）以南のままである。しかし、仙台から三陸沿岸ルートで八戸に至る「三陸本線」は開通せず、路線が幾つにも分かれている。
本州日本海側の羽越本線は、1924年（大正13年）に各県境区間が接続して全通し、1972年（昭和47年）にようやく全線の電化が完了しているものの、2024年現在も多くに複線区間と単線区間が残る。
路線網の発達の観点では、例えば大阪駅から青森駅への、表日本経由のルートは1891年に繋がっていた一方、本州日本海側ルートは1924年まで繋がっていなかった。また大阪から下関へは、表日本ルートは1901年に繋がっていた一方、裏日本ルートは1933年まで繋がっていなかった。北陸本線の敦賀駅から奥羽本線の青森駅に至る路線は、一本の路線としても機能している。これらの路線はかつて、国鉄内部において「裏（日本）縦貫（線）」とも呼ばれていたが、高度成長期以降は「日本海縦貫線」の呼称が用いられるようになった。
新幹線の敷設も表日本（特に東京）を中心に実施されている。裏日本を完全に縦貫する路線は存在せず、上越新幹線と北陸新幹線、ミニ新幹線の山形新幹線と秋田新幹線がそれぞれ東京へ向かっており、羽越新幹線、山陰新幹線は建設の目処が立っていない。

### 海上交通
明治維新以前、水上交通は、太平洋よりも日本海の方が主流であった。特に北前船と呼ばれる船を利用して、貿易品の地域間での価格差によって利潤を獲得していた北前船貿易が、商人たちによって盛んに行われていた。
日本の近代化が行われている最中である1880年には、日本全体で汽船製造が盛んになっていたが、裏日本では汽船の製造はほとんど行われておらず、伝統的な和船の製造が続いた。中でも、北前船の伝統を持つ石川県やその周辺で、日本全体の2割以上の和船を製造していた。しかし、1884年に大阪で大阪商船が設立され、翌1885年には東京で郵便汽船三菱会社と共同運輸会社が合併して日本郵船が設立された。これらの商船会社は、近代的な西洋汽船の運航が主であったため、和船から汽船への入れ替わりは益々顕著になって来た。その流れの中、1888年には500石以上の和船の製造が禁止されることとなったが、裏日本では西洋船の製造が進まなかったため、多くが旧式の和船を使い続けることとなった。和船から汽船へと変遷するに伴い、造船業が石川県（日本海岸）から大阪府（瀬戸内海岸）に完全に変遷し、かつて日本海が中心だった船の航路も、鋼鉄製の汽船の登場や航海技術・気象観測技術の進歩によって波の荒い太平洋でも安全に航行できるようになったため、次第に太平洋が主流になって行った。
日本海の航路の整備はなかなか進まず、政府の援助を得て、ようやく1892年に新潟と佐渡島を結ぶ佐渡汽船が整備された。その後、日本郵船の汽船が小樽 - 神戸を週1便のペースで定期運航を始めると、地域間価格を利用して個人で商売を行っていた北前船は衰えた。
時代が完全に汽船に変遷し、和船が終わりを迎えていた頃、北陸地方では、日本全体の和船の半分近い47隻がいまだに現役であった。汽船の本格的な造船所は、裏日本には新潟県に1工場（新潟造船）が作られたのみで、大部分が太平洋側と瀬戸内海側と東シナ海側、それに北海道に集中していた。
近年は環日本海の各国などとの国際的な貿易や交流が重視されている。2011年に国土交通省が、貿易や旅客輸送および災害発生時など多様な目的に対応する整備を目指すとして5港を選定した日本海側の「総合的拠点港」には、裏日本に所在する中核国際港湾に指定された新潟港および伏木富山港が含まれている。

### 高速道路
高速道路の整備も、対東名阪は充実しているが、縦貫線は表日本に対して遅れている。この格差をなくすよう国や県に働きかける動きもある。
裏日本の高速道路は、既に全線が開通し全線4車線化が行われた北陸自動車道と一部暫定2車線ながら2014年7月20日に全線開通した舞鶴若狭自動車道を除けば、日本海東北自動車道や山陰自動車道には、未開通区間があり、開通区間も大半は暫定2車線である。
東日本大震災の際に東北自動車道と常磐自動車道が一時寸断された経験から、地元自治体などから未着手だった日本海沿岸東北自動車道朝日まほろばIC - あつみ温泉IC間、遊佐IC - 象潟IC間の2区間の早期着手の要望を受け、国土交通省は2013年度にこの2区間について事業着手した。
表日本の東北自動車道、東名高速道路、名神高速道路、山陽自動車道は、既に全線開通済みで4車線となっているだけでなく、東名高速道路と名神高速道路ではそれぞれ平行する2本目の高速道路、新東名高速道路と新名神高速道路の建設が行われている。一方、表日本でも太平洋岸の常磐自動車道と三陸自動車道は開通が遅れ、常磐自動車道の全通は2015年、三陸自動車道の全通は2019年であった。

### 空港
空港の整備も表日本と比較して、裏日本は遅れた。新潟空港(1930年開港)を除き、全て戦後になってから整備された。それだけでなく、絶対的な人口の差から、表日本の空港と比較して利用者数が少ないため、あまり設備投資が行われていない。そのため、共用飛行場の小松と米子、東京線に大型機材を投入する必要があった秋田、中距離海外路線を持ち2500m級滑走路整備が必要となった新潟を除けば、ジェット化されていても滑走路長は2000m級の空港がほとんどである。なお、京都府のみ空港が存在しない。そのため、最寄りの空港は兵庫県の神戸空港もしくは大阪府・兵庫県の大阪国際空港（伊丹空港）である。
| 府県名 | 空港名   | 開港   | 就航路線                                             | 就航路線                   | 備考                        |
| 府県名 | 空港名   | 開港   | 国内線                                               | 国際線                     | 備考                        |
| ------ | -------- | ------ | ---------------------------------------------------- | -------------------------- | --------------------------- |
| 青森県 | 青森     | 1964年 | 新千歳・羽田・小牧・伊丹・神戸                       | 仁川・台北                 |                             |
| 秋田県 | 大館能代 | 1998年 | 伊丹                                                 | -                          |                             |
| 秋田県 | 秋田     | 1981年 | 丘珠・新千歳・羽田・中部国際・伊丹                   | 台北                       |                             |
| 山形県 | 山形     | 1964年 | 新千歳・羽田・小牧・伊丹                             | -                          |                             |
| 山形県 | 庄内     | 1991年 | 羽田                                                 | -                          |                             |
| 新潟県 | 新潟     | 1930年 | 新千歳・丘珠・中部国際・小牧・伊丹・神戸・福岡・那覇 | 上海・ハルビン・仁川・台北 | 佐渡・成田                  |
| 新潟県 | 佐渡     | 1958年 | -                                                    | -                          | 新潟・成田 (2025年就航予定) |
| 富山県 | 富山     | 1963年 | 新千歳・羽田                                         | 上海・大連・台北           | 関西国際 (2026年就航予定)   |
| 石川県 | 小松     | 1961年 | 新千歳・羽田・福岡・那覇                             | 上海・台北                 |                             |
| 石川県 | 能登     | 2003年 | 羽田                                                 | -                          |                             |
| 福井県 | 福井     | 1966年 | -                                                    | -                          |                             |
| 兵庫県 | 但馬     | 1994年 | 伊丹                                                 | -                          |                             |
| 鳥取県 | 鳥取     | 1967年 | 羽田                                                 | -                          |                             |
| 鳥取県 | 隠岐     | 1965年 | 伊丹・出雲                                           | -                          |                             |
| 鳥取県 | 出雲     | 1966年 | 新千歳・羽田・静岡・小牧・中部国際・伊丹・隠岐・福岡 | -                          |                             |
| 鳥取県 | 米子     | 1943年 | 羽田                                                 | 香港・仁川                 | 関西国際 (2026年就航予定)   |
| 島根県 | 石見     | 1993年 | 羽田・伊丹                                           | -                          |                             |

路線網は東京・大阪便を中心とした日本国内便の他、中国や韓国、台湾・ロシア極東などといった比較的短距離の航空路線が中心で、機体も小型・中型機が多い。
なお、ソウルの仁川国際空港と日本の間の国際路線は、成田国際空港・東京国際空港・関西国際空港・中部国際空港・福岡空港だけではなく、その他の日本各地の地方空港とを結ぶ便が多数就航している。この状況により、日本の地方空港 - 仁川国際空港 - 世界の各都市との間で国際線を乗継いで利用され、事実上、日本のハブ空港として機能している。（詳細は後述）

### 産業
1886年に都道府県別で行われた綿作の生産量調査では、富山県が10位、新潟県が14位、島根県が17位、鳥取県が18位であった。それから山陰地方ではますます綿作が発達し、1912年の農商務省による調査では島根県、鳥取県、茨城県の3県が最も盛んであったとされている。
本州日本海側全域で米の生産が盛んであり、名産物ともなっている。品種としては特に、当初新潟県で交配された後に福井県で品種改良によって生まれたコシヒカリが食味のよさから有名である。
北陸地方には北陸工業地域がある。山陰ではたたら製鉄も発達した。1884年では島根県のたたら製鉄工場の数が218工場であり、日本全体の10.3%を占めていた。新潟県中越・下越地方と秋田県では、古くから石油が産出された。そのため日本のエネルギー産業では、新日本石油(現ENEOS)やコスモ石油など、中越・下越地方に源流を持つ企業が存在する。現在でもINPEX(旧帝国石油)や東北電力などのLNG基地が存在するほか、本州日本海側は太平洋側に対して農作物や労働力や電力の供給を行っている。電力は効率的な大量生産が可能であるが、放射性物質を用いる原子力発電は、人口が密集していて電力需要が多い太平洋側よりも本州日本海側により多く設置されている。若狭湾沿岸の日本原電敦賀発電所や関西電力美浜発電所及び大飯発電所や高浜発電所、新潟県中越地方の東京電力柏崎刈羽原子力発電所、島根県の中国電力島根原子力発電所がこの例であり、長大な送電線を通じて太平洋側へ電力を供給している。これら原子力発電所が建設されることにより、雇用を確保できる点や、多額の原発交付金を受けられる点などから、自治体によって積極的に誘致される例もある（表日本にも同様の事情により青森県下北、宮城県、福島県、茨城県、静岡県、愛媛県などに原子力発電所が立地しているが、いずれにせよ太平洋ベルト周辺に多く立地する火力発電所とは立地状況が大きく異なっている）。

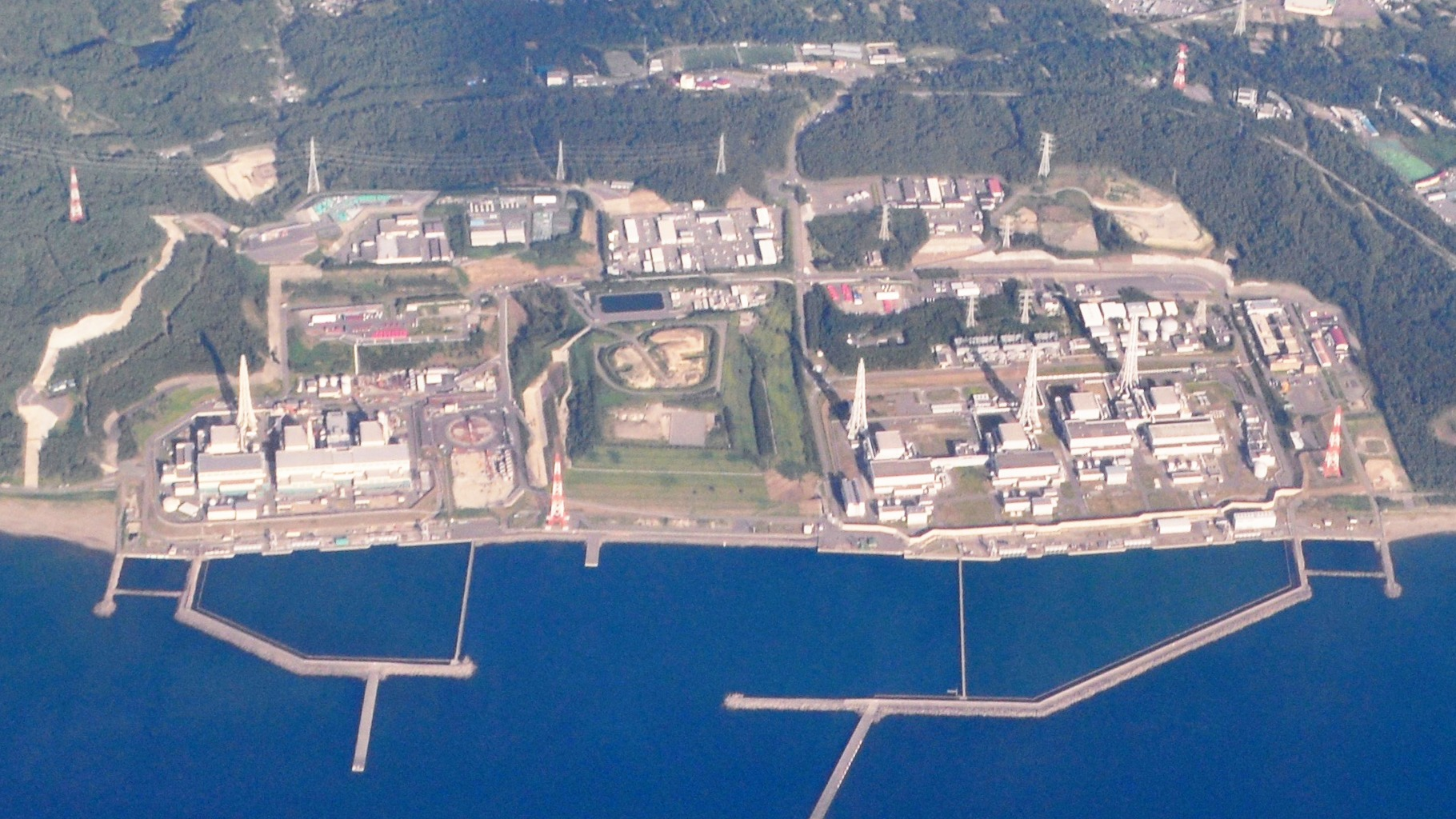
東京電力柏崎刈羽原子力発電所
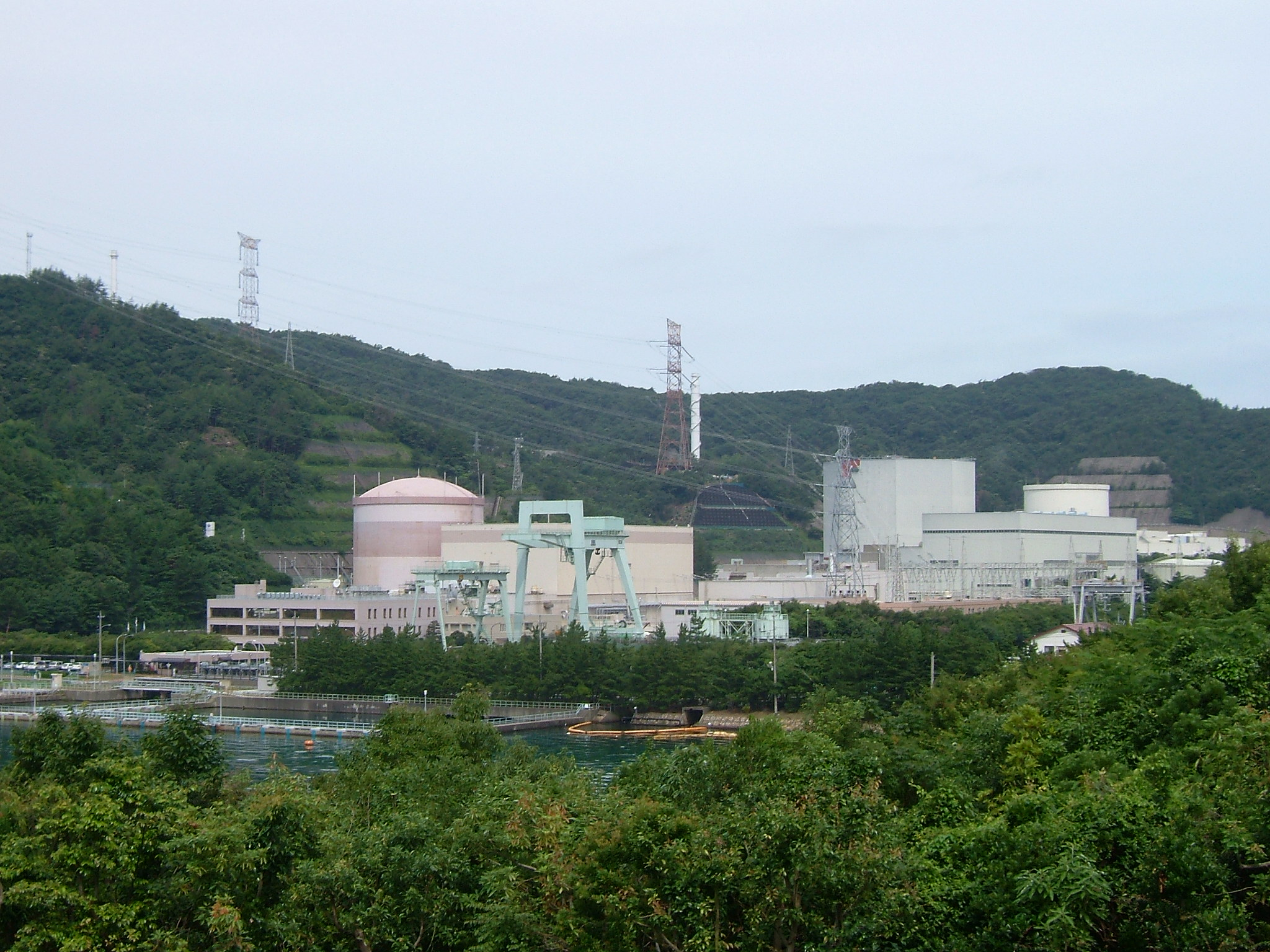
日本原電敦賀発電所
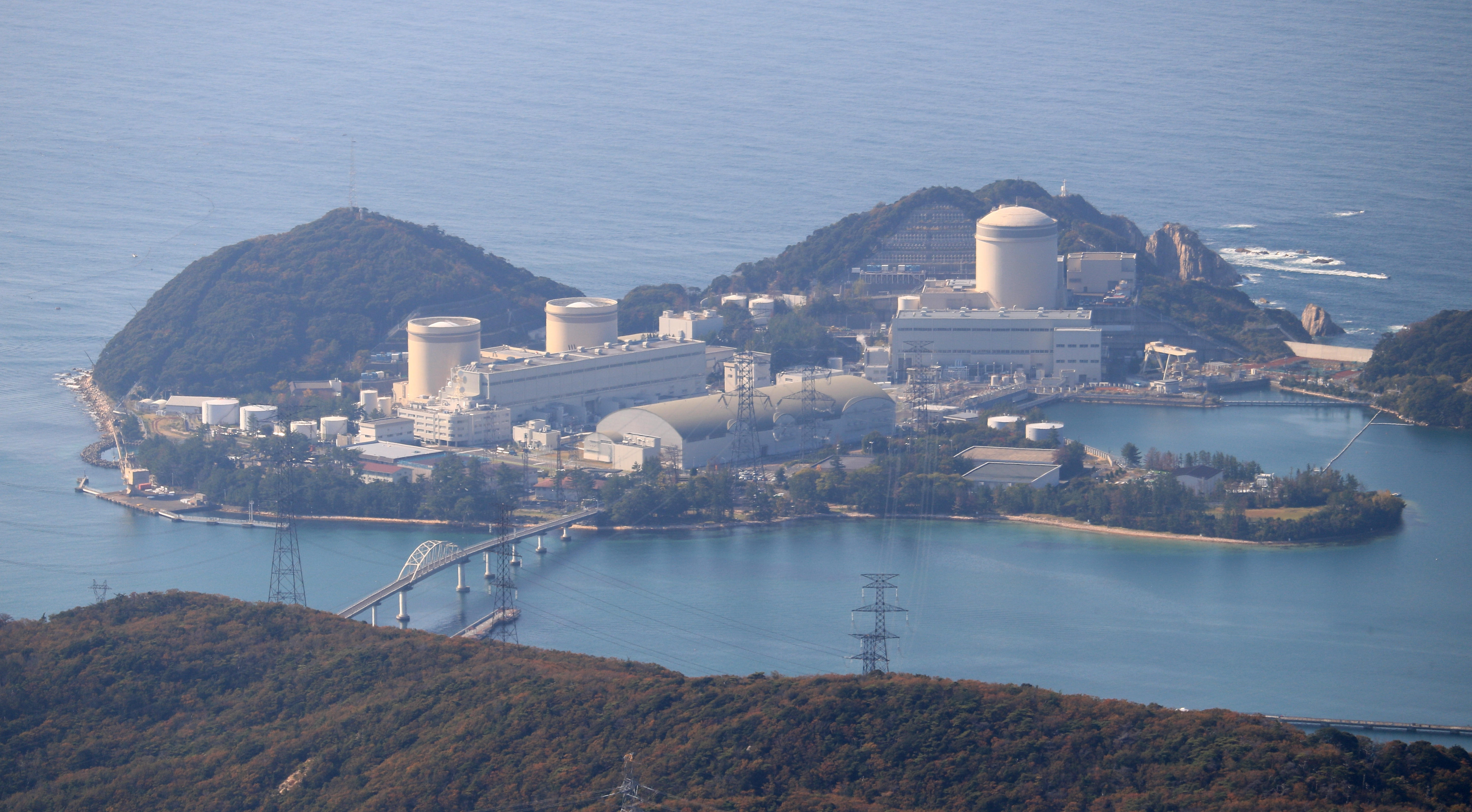
関西電力美浜原子力発電所
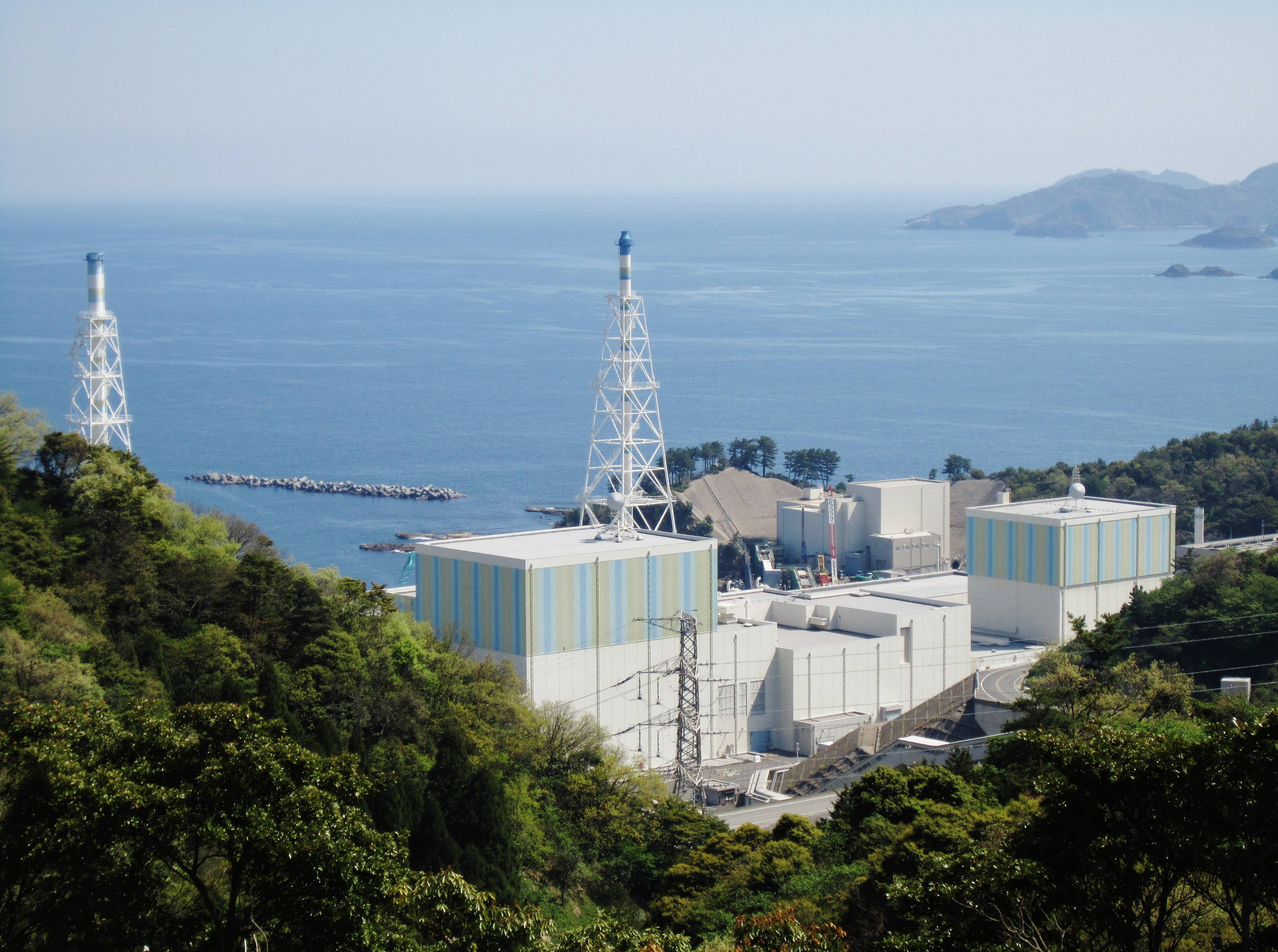
四国電力島根原子力発電所

日本の漫画史に大きな影響を与えたトキワ荘出身者の多くが本州日本海側出身である（  藤子不二雄など）。新潟県には漫画家を目指す学生の専門学校がある。

### 都市
政令指定都市は新潟市だけであり、中核市は金沢市、富山市、秋田市、松江市、鳥取市、福井市、山形市、青森市の8市。特例市は長岡市、上越市の2市のみである。全体的に過疎地域が多く、村落部では人口減少や後継者不在問題が深刻になっている。

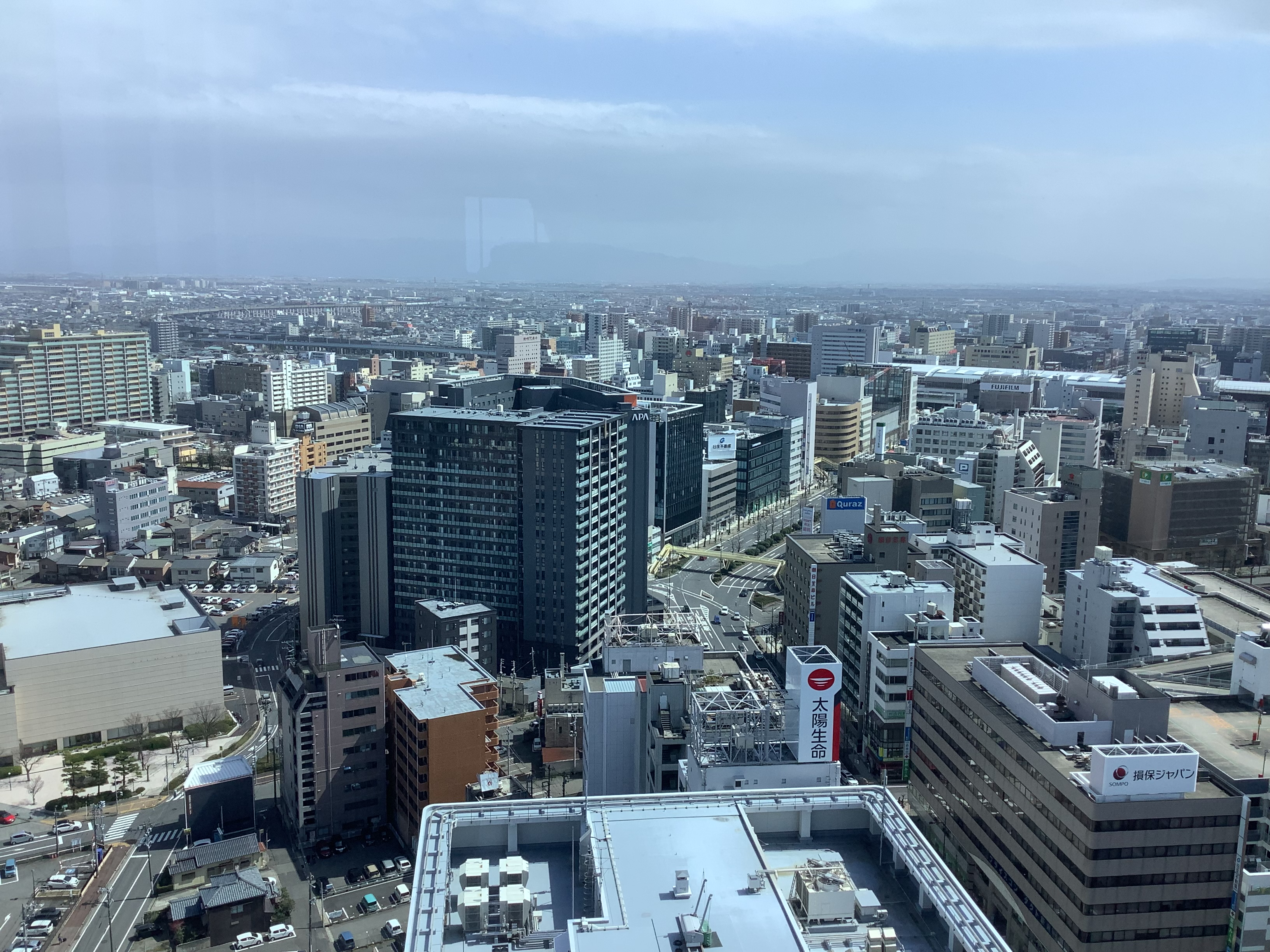
新潟市
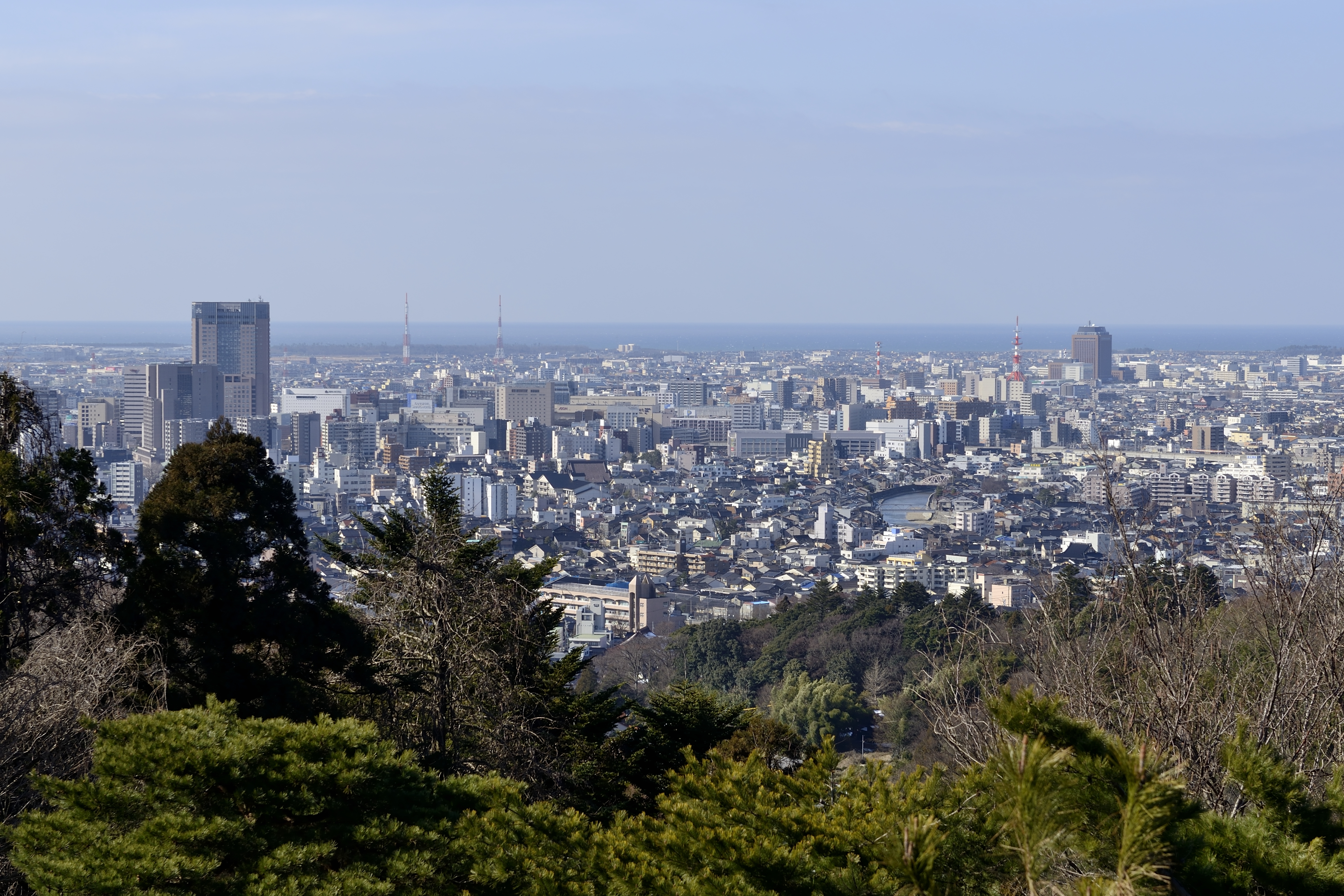
金沢市
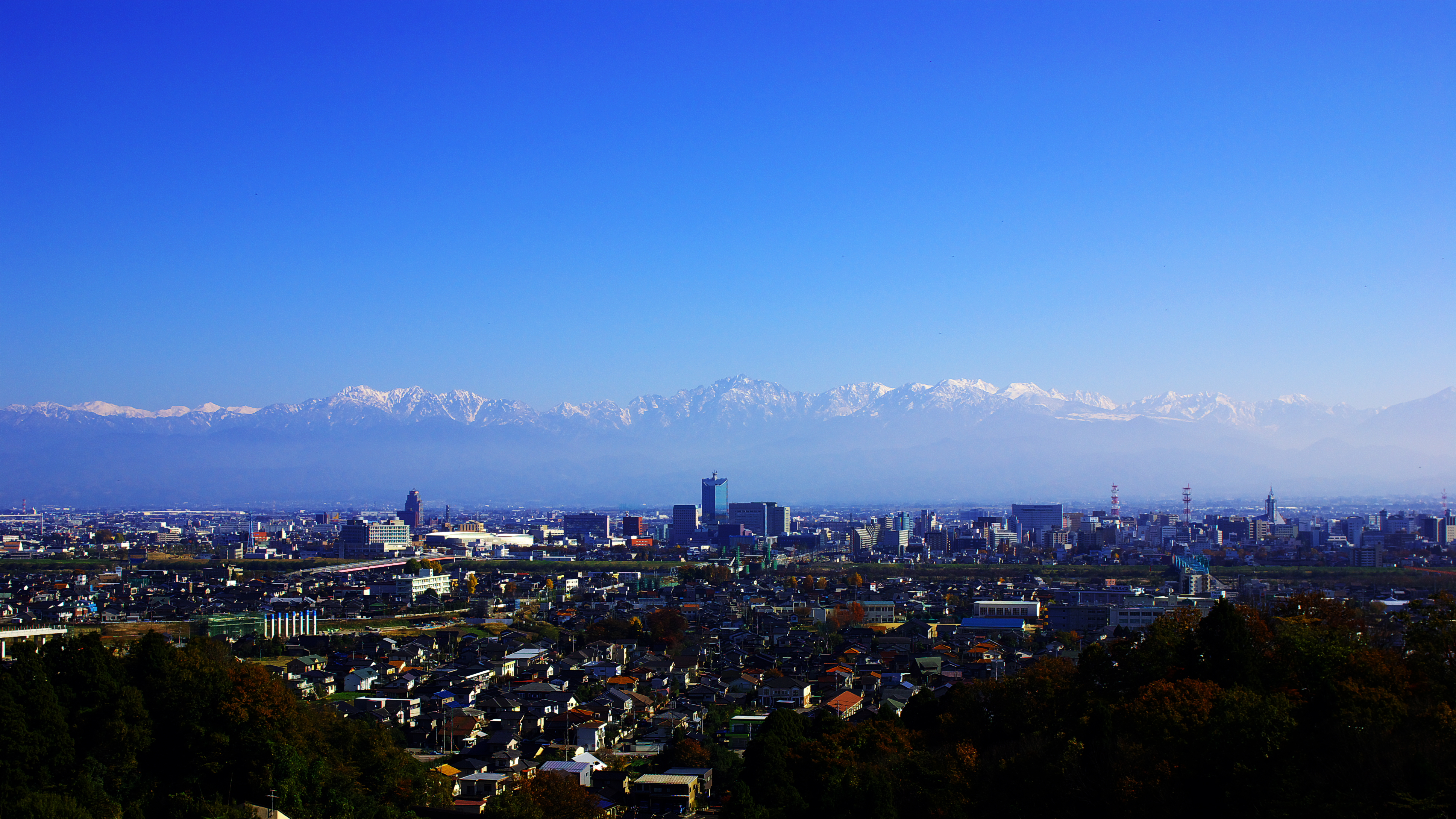
富山市
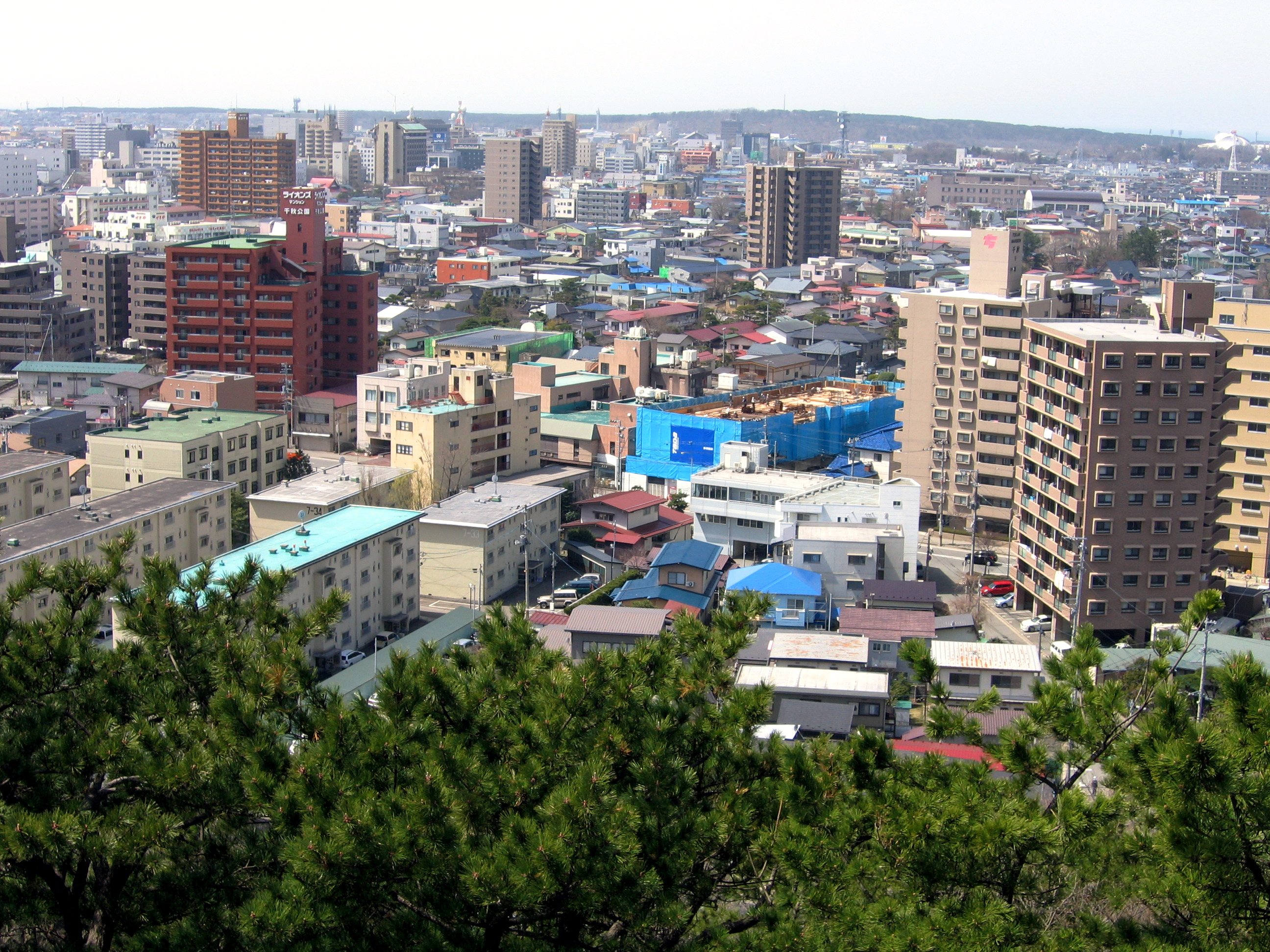
秋田市
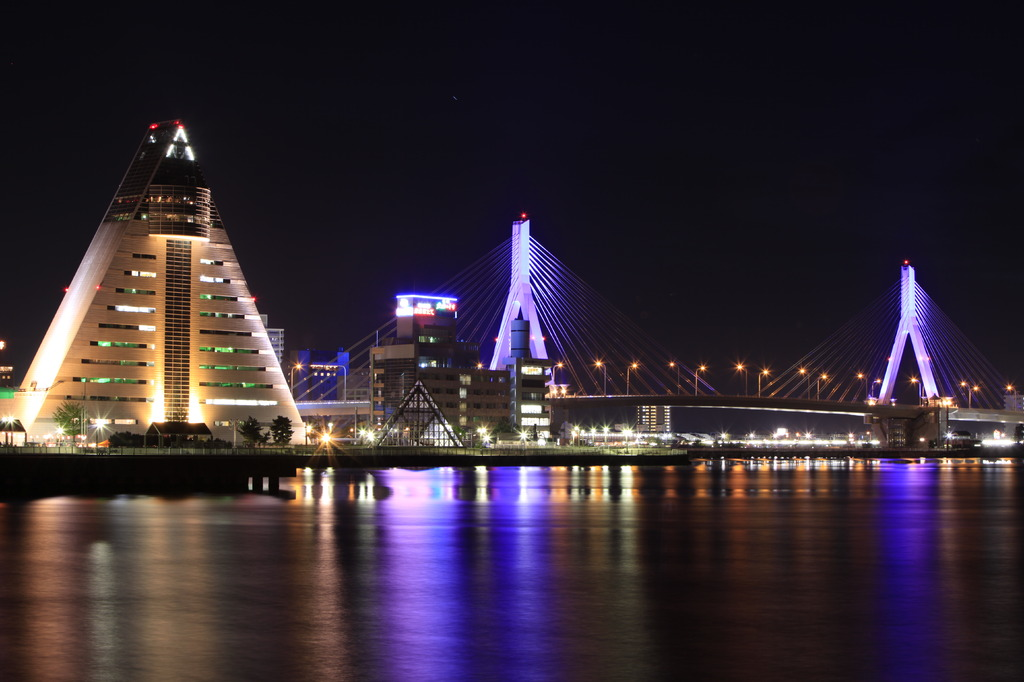
青森市
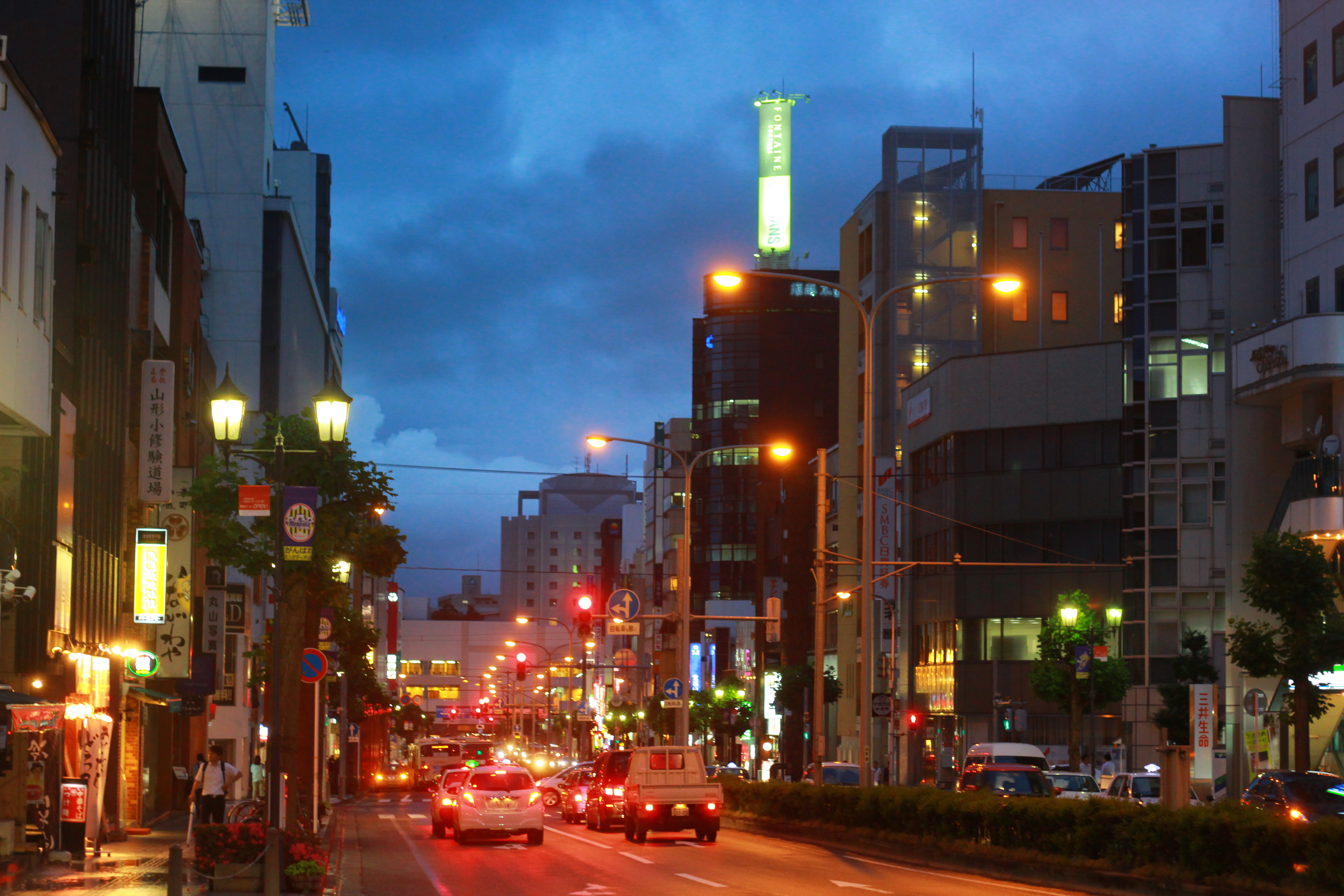
山形市

| 府県名 | 政令指定都市 | 中核市 | 施行時特例市   | その他                   |
| ------ | ------------ | ------ | -------------- | ------------------------ |
| 青森県 | -            | 青森市 | -              | 弘前市、五所川原市など   |
| 秋田県 | -            | 秋田市 | -              | 由利本庄市、北秋田市など |
| 山形県 | -            | 山形市 |                | 新庄市、米沢市など       |
| 新潟県 | 新潟市       | -      | 長岡市、上越市 | 新発田市、三条市など     |
| 富山県 | -            | 富山市 | -              | 黒部市、魚津市など       |
| 石川県 | -            | 金沢市 | -              | 小松市、白山市など       |
| 福井県 | -            | 福井市 | -              | 敦賀市、小浜市など       |
| 京都府 | -            | -      | -              | 舞鶴市など               |
| 兵庫県 | -            | -      | -              | 豊岡市など               |
| 鳥取県 | -            | 鳥取市 | -              | 米子市など               |
| 島根県 | -            | 松江市 | -              | 出雲市など               |

- 新潟市
- 金沢市
- 富山市
- 秋田市
- 青森市
- 山形市

### 経済
2011年の東日本大震災を機に今後太平洋側で大規模災害が発生した場合経済を支える取り組み(高速道路の整備加速など)が各自治体で行われている。

### 教育
日本が国策として教育に力を入れ始めた明治時代に、旧制高等学校（ナンバースクール）という制度が始まった。設立順に番号が付けられた高等学校を指し、裏日本には金沢に旧制第四高等学校が設置された。新潟も旧制高等学校の誘致を積極的に行ったもの、1899年の新潟県の就学率は、日本全体で下から数えて沖縄、北海道に次ぎ3番目であった。1900年の旧制第六高等学校の誘致で岡山に敗れ、それ以後の旧制第七高等学校と旧制第八高等学校の誘致も失敗に終わった。結果、新潟にはナンバースクールは設置されず、都市名が校名となる旧制新潟高等学校が設置された。裏日本に設置された旧制高等学校としては、他に旧制山形高等学校、旧制松江高等学校、旧制富山高等学校（当初県立、後に官立に移管）がある。
金沢では、北陸帝国大学の設置運動が、第二次大戦前と第二次大戦後に起こった。1911年1月に衆議院議員戸水寛人らが、東京・京都・東北・九州に次ぐ「北陸帝国大学設立に関する建議案」を第27回帝国議会に提出し、翌月可決したが、帝国大学の設置は裏日本には行われなかった。第二次大戦後には、市民レベルで金沢への総合大学設置運動が展開され、1946年6月3日に「北陸総合大学設置期成同盟会」を結成した。結成会には、石川県だけでなく、富山県と福井県の知事、富山市、福井市、敦賀市各市長が出席した。8月には、第90回臨時帝国議会に「金沢市に北陸帝国大学を設置に関する建議案」が提出された。建議書では、太平洋側に帝国大学が偏在することの弊害を述べ、日本海側の帝国大学設置を提案したが、憲法改正草案などの審議などのため、審議に至らなかった。
大学令に基づく旧制大学として、金沢医科大学や新潟医科大学が設置され、戦後の学制改革の際に、各々金沢大学医学部や新潟大学医学部に改組されている。

### 軍事・治安維持
最初に近代的な軍の拠点が置かれた都市は、仙台、東京、名古屋、大阪、広島、熊本と、いずれも太平洋側と瀬戸内海側（九州は東シナ海側）であり、これらのうち熊本以外は中央省庁の出先機関の密集地でもあった。裏日本に最初に置かれたのは日清戦争後の1898年に第9師団が金沢に、それに続いて1908年に高田（現在の上越市南部）に第13師団が置かれた。
対ロシアの戦略上、日本海軍は日本海側へ海軍の軍事拠点を欲しており、1889年（明治22年）に、湾口が狭く防御に適し、湾内は波静かで多くの艦船が停泊できるなど軍港としては格好の地形であった舞鶴湾に白羽の矢をたて、舞鶴に鎮守府を設置する事になった。舞鶴の軍港建設費用は日清戦争によって清国から支払われた賠償金が充てられる事になった。初めに設けられた海軍施設は1893年（明治26年）完成の石炭貯蔵庫で、日清戦争による賠償金が充てられるようになると建設は飛躍的に進み、1896年（明治29年）には臨時海軍建築部支部（支部長：中溝徳太郎中佐）が設置された。舞鶴は山地が多いため、敷地開削工事に多額の費用を要したが、1899年（明治32年）末に土地造成工事はほぼ完了した。これに並行して鎮守府諸施設の工事が始まり、1901年（明治34年）10月1日に舞鶴鎮守府が開庁、初代司令長官は当時海軍中将であった東郷平八郎が任命された。
とはいえ、軍事工場も含めた軍事施設の大部分が表日本にあり、日本軍の中心は表日本であった。そのため逆に日本本土空襲では比較的空襲を受けなかったほか、表日本には東京都、神奈川県、山口県などに大規模な米軍基地が立地するが、本州日本海側には2014年の丹後半島の経ヶ岬に経ヶ岬通信所運用開始まで、自衛隊の米軍一時利用可能施設を除き米軍施設は存在しなかった。
戦後、北朝鮮による日本人拉致問題が発生した。
1997年のナホトカ号重油流出事故の際、およそ20万人がひしゃくや手で重油をすくった。これは日本全体で11隻あった重油配属船のうち、本州日本海側には1隻も配属されていなかったためである。さらに油吸着材も、日本海側には全国にあるうちの1割未満しか置いていなかった。
2020年代前半の新型コロナウイルス感染症においては比較的感染者・死者が少なかった。

## 北海道・大阪との関わり
裏日本は、江戸時代から海運で北海道・大阪と強く結びついていた。さらに、朝鮮・関東州・樺太といった当時日本が領土・租借地として獲得したばかりの「外地」との関わりを抜きには語れない。北陸地方や東北地方日本海側からは主に北海道や樺太へ、山陰地方からは主に朝鮮・満州へ、近代化や開拓に向けて移住した者が多かった。さらに、北陸・新潟地方の地主・商人は北海道開発に多くの資本を提供した。特に「新天地」と呼ばれた北海道へ移住した者は、農地の開拓や商業の設立で成功を収めた例が数多く、現在も札幌を拠点に営業を行っている丸井今井を創設した新潟県出身の今井藤七などが、成功した例であるといえる。北陸地方は古くから大阪との関係が深かった。そのため北陸本線などを経由する特急列車が多く設定された。しかし近年は利用者の減少で相次いで夜行列車は廃止となり、北陸新幹線の開業に伴い、運行区間の短縮が行われている。また新幹線開業で更なる関西離れが懸念されている。

## 方言
裏日本には、いわゆる「ズーズー弁」といわれる共通の音声特徴をもつ方言が分布する。裏日本方言を参照。